# Eolia (córka Amytaona)
Eolia (także Ajolia; stgr. Αἰολία Aiolía, łac. Aeolia) – w mitologii greckiej córka Amytaona.